# 車谷長吉
車谷 長吉（くるまたに ちょうきつ、1945年7月1日 - 2015年5月17日）は、日本の小説家、エッセイスト、俳人。本名は車谷 嘉彦。筆名の「長吉」は唐代の詩人李賀にちなむ。妻は詩人の高橋順子。兵庫県飾磨市（現・姫路市飾磨区）出身。
「反時代的毒虫」と自称して、放浪の経験や、挫折感や煩悩から逃れられない生の苦しみを主題とする私小説を書き、高い評価を得た。
代表作に『鹽壺の匙』（芸術選奨文部大臣新人賞、三島由紀夫賞）『漂流物』（平林たい子文学賞）『赤目四十八瀧心中未遂』（直木三十五賞）などがある。

## 来歴

### 生い立ち
1945年、小地主兼自作農兼呉服屋の長男として兵庫県飾磨市下野田221番地（現・姫路市飾磨区下野田3-221）に生まれる。1947年、農地改革により実家が土地のほとんどを失い、地主ではなくなる。姫路市立飾磨小学校から姫路市立飾磨中部中学校に進む。その後、地元の進学校である兵庫県立姫路西高等学校の受験に失敗して、姫路市立飾磨高等学校に進む。ここで生じた劣等感から強烈な上昇志向を抱く。先天性蓄膿症のため鼻だけで呼吸できないことに悩み、1962年に60日間以上入院して5時間以上の手術を二度受けたが治癒せず、悩んでいた時期に森鴎外や夏目漱石の作品を読んで救われ 小説家志望になった。
1964年、慶應義塾大学法学部と文学部に合格し、両親からは前者への進学を希望されたが、「鷗外、漱石さんにおすがりしたいという気持ち」から後者に入学する。ちょうど講師となったばかりの江藤淳の江戸期の文学についての講義を三年間聴講し、それが自身の文学観の基礎となった。在学中、1966年に高校時代の友人と同人誌『風船』を創刊している。1968年に独文科を卒業する。卒業論文はフランツ・カフカ論であった。この卒業論文「フランツ・カフカと藝術」やこの時期の習作は後に『女塚―初期作品輯』に収録された。この頃は本名のほか、辻永銀治郎、車谷縉の筆名が使われた。

### デビュー・「世捨て」
大学卒業後は東京日本橋の広告代理店・中央宣興に入社する。その後、1971年2月から現代評論社の『現代の眼』編集部に勤務 する。三島由紀夫の自殺に触発され、また創元文庫の「西行法師全歌集」を読んで「世捨て」という生き方に強く心を奪われて発心して、会社員生活の傍ら、私小説を書き始め、1972年、処女作『なんまんだあ絵』（『鹽壺の匙』所収）で新潮新人賞の候補となる。
1973年、現代評論社を辞めて、朝日新聞社の中途採用試験に合格したものの、石油危機の影響で内定を取り消される。筆で身をたてようとするも、原稿を没にされ続けて行き詰まり、無一文になり 1976年1月30日、夜行列車に飛び乗って故郷へ逃げ戻る。母親に激怒され「一生旅館の下足番でもやれ」と言われ、職業安定所に行くと本当に旅館の下足番の募集があったため、そこに雇われた。下足番として働きつつ、姫路忍町のみかしほ調理師専門学校で学び、1977年3月に同校を卒業する。
30歳からの8年間は、旅館の下足番や料理人として、神戸、西宮、曽根崎、尼崎、三宮などのタコ部屋を転々と漂流する住所不定の生活を送っていた。当時は朝6時から夜11時まで働き、月給は2万円から5万円であった。宮澤喜一や竹中正久の靴を揃えたこともあり、特に竹中からは「あんたのようなええ若い者（もん）が、なんでこんなところで下足番しとんや」と言われ、1万円のチップを貰ったという。世捨人の生活をしていたとされるが、正確にはこの雌伏期間、『新潮』1976年5月号に「魔道」（「白桃」に改題）を、同誌1981年8月号に「萬蔵の場合」を、『文學界』1982年5月号に「雨過ぎ」（「ある平凡」に改題）を発表して、「萬蔵の場合」は第86回芥川賞候補となっている。

### 三島賞受賞・神経症を病む
1983年6月、担当編集者の前田速夫からの強い呼びかけもあり、東京へ戻る。1983年から西武流通グループ広報室に嘱託社員として勤務（1985年から西武セゾングループ五十年史編纂委員会事務局に転勤）して生計を立てながら執筆をする。1985年「吃りの父が歌った軍歌」（『鹽壺の匙』所収）を『新潮』に発表すると白洲正子から作品を絶賛する私信を受け取る。以後、白洲が死ぬまで目を掛けられ続け「私の生き方を継いで欲しい」と遺言を受けている。
1993年、苦節20年にして初の単行本『鹽壺の匙』を上梓する。表題作では、車谷の故郷の播州飾磨を舞台として、語り手の叔父が自殺を遂げるまでの内面が、没落地主階級の社会的・歴史的厚みの中で精細に描かれた。高い評価を受けて第43回芸術選奨文部大臣新人賞（平成4年度）と第6回三島由紀夫賞を受賞 する。吉本隆明、江藤淳から絶賛された。1993年、詩人・高橋順子と結婚する。
1995年、人員整理でセゾングループを解雇され、キネマ旬報社嘱託社員 として、『キネマ旬報』の校正の仕事につく。同年、短編「漂流物」で第113回芥川賞候補となるが落選する。作者を模した語り手が、料理人時代の同僚から身の上話を聞かされて、少年の殺害を告白されるという内容の作品である。当時の『日本経済新聞』に芥川賞の選考経過の記事が出て、「漂流物」が本命視されていたが、題材の不条理殺人事件が、物情騒然たる時代に社会不安を助長するかもしれないとされて、時の運で落選した、ということが書かれた。後に直木賞受賞後第一作として発表された短編「変」（『金輪際』所収）では、この年の出来事が描かれ、落選の報を受けた日の真夜中、選考委員の名を人形に書き、丑の刻参りに行ったと書いているが、これは虚構である。
1996年、芥川賞落選の失意から、強迫神経症を発症する。幻視、幻聴、幻覚に襲われ、一日、五百回から六百回手を洗っていた。この時期の発病とその後の経過については短編「飆風」（『飆風』所収）に詳しく綴られている。また、この時の夫婦の状況を題材にして、妻の高橋順子は詩集『時の雨』を刊行して、翌年に同作品で読売文学賞を受賞している。1996年、西武セゾングループ資料室に復職、週二日の勤務となる。1997年に単行本『漂流物』で第25回平林たい子文学賞を受賞している。

### 直木賞受賞・私小説家廃業
1998年、自身初の長編『赤目四十八瀧心中未遂』を上梓する。会社員生活をドロップアウトして、尼ヶ崎のはずれの吹き溜まりの街に流れ着き、焼き鳥屋のモツの串打ちの下仕事をする男と、背中に迦陵頻伽の刺青を背負った謎めいた女との逃避行が描かれた。本作で第119回（1998年上半期）直木賞を受賞 する（本作は、伊藤整文学賞にも内定したが、伊藤整との文学観の違いから、受賞を拒否している）。主人公の身の上は車谷自身を思わせるが、九割までが架空の話であるが、料理人時代に実際に姦通した三人の女との体験を「藝のこやし」にしたとしている。
2000年、武蔵丸と名付けた兜虫と暮らす夫婦の日常生活を描いた短編「武蔵丸」（『白痴群』所収）を発表して、翌年第27回川端康成文学賞受賞する。2000年10月末西武セゾングループを退職する。2002年、1983年の東京への帰還までの自身の前半生を題材にした長編『贋世捨人』を発表する。2003年、『赤目四十八瀧心中未遂』が寺島しのぶ主演でに映画化される。
2004年4月、『新潮』（2004年1月号）掲載の私小説「刑務所の裏」（書き直して「密告」と改題、『飆風』所収）で事実と異なることを描かれ名誉を傷つけられたとして俳人の齋藤愼爾に提訴され、同年12月に齋藤の申し立てをのみ和解し、同時に「凡庸な私小説作家廃業宣言」（『雲雀の巣を捜した日』所収）を発表する。以降は、私小説を離れて、史伝小説や掌編小説、聞き書き小説などに創作の軸を移した。
2010年、新書館より『車谷長吉全集』全三巻が刊行された。2015年5月17日、妻の留守中に、解凍済みの生のイカを丸呑みしたことにより窒息死した。69歳没。2017年、高橋順子による回想録『夫・車谷長吉』が文藝春秋で出版された（のち文春文庫で再刊）。2024年、高橋順子による追想エッセイ集『この世の道連れ』が新書館で出版。出版同日に合わせ、車谷が直木賞受賞の前後1年間に渡って書いた遺稿『癲狂院日乗』が同社より刊行されている。
高橋順子が5月17日の命日を「飆風忌」と名づけた。由来は著書『飆風』から。

## 著書

### 小説
- 『鹽壺の匙』新潮社、1992　のち文庫
なんまんだあ絵／白桃／愚か者／万蔵の場合／吃りの父が歌った軍歌／塩壺の匙
- 『抜髪』湯川書房、1996　百部限定
- 『漂流物』新潮社、1996　のち文庫
虫の息／木枯し／物騒／めっきり／愚か者／抜髪／漂流物
- 『赤目四十八瀧心中未遂』文藝春秋、1998　のち文庫
- 『金輪際』文藝春秋、1999　のち文庫
静かな家／金輪際／白黒忌／花椿／ある平凡／児玉まで／変
- 『白痴群』新潮社、2000　のち『武蔵丸』と改題、文庫
白痴群／狂／功徳／愚か者／武蔵丸／一番寒い場所
- 『贋世捨人』新潮社、2002　のち文春文庫
- 『忌中』文藝春秋、2003　のち文庫
古墳の話／神の花嫁／「塩壺の匙」補遺／三笠山／飾磨／忌中
- 『愚か者 畸篇小説集』角川書店、2004 　※掌編小説集
- 『飆風』講談社、2005　のち文春文庫
桃の実一ケ／密告／飆風／私の小説論
- 『女塚―初期作品輯』作品社、2005　のち文春文庫
- 『灘の男』文藝春秋、2007　のち文庫
灘の男／深川裏大工町の話／大庄屋のお姫さま
- 『史伝 隠国』飾磨屋書店、2008　九百四十三部限定
- 『妖談』文藝春秋、2010　のち文庫　※掌編小説集

- 『車谷長吉全集』全3巻、新書館、2010
順に、小説〈短篇・中篇〉、小説〈掌編・長編〉俳句 他、随筆・評論

- 『漂流物・武蔵丸』中公文庫、2021　文庫オリジナル選集

### その他
- 『業柱抱き』（エッセイ集）新潮社、1998　のち文庫
- 『車谷長吉句集』湯川書房、2000
  - 『車谷長吉句集』沖積舎、2003、増訂版2005
- 『文士の魂』新潮社、2001　のち文庫「文士の魂・文士の生魑魅」
- 『錢金について』（エッセイ集）朝日新聞社、2002　のち文庫
- 『反時代的毒虫 - 対談集』平凡社新書、2004
- 『車谷長吉恋文絵』（絵ハガキ集）湯川書房、2007
- 『雲雀の巣を捜した日』（エッセイ集）講談社、2005
- 『文士の生魑魅』新潮社、2006　のち文庫「文士の魂・文士の生魑魅」
- 『世界一周恐怖航海記』文藝春秋、2006　のち文庫
- 『物狂ほしけれ』（エッセイ集）平凡社、2007
- 『蜘蛛の巣』（句集） 湯川書房、2007　＜改訂増補版＞沖積舎、2009
- 『四国八十八ヶ所感情巡礼』文藝春秋、2008
- 『阿呆者』（エッセイ集）新書館、2009
- 『人生の四苦八苦』（エッセイ集）新書館、2011
- 『車谷長吉の人生相談 人生の救い』朝日文庫、2012
- 『蟲息山房から 車谷長吉遺稿集』新書館、2015
- 『癲狂院日乗』（日記）新書館、2024

### 監修
- 『いのち仕上げの名台詞』小学館文庫、2003
- 『文士の意地　車谷長吉撰短篇小説輯』（上・下）作品社、2005